# 鄧敏靈
鄧敏靈（1974年—）是一位華裔加拿大女作家。鄧敏靈的父母是馬來西亞華僑，1970年代移民到加拿大，鄧敏靈在加拿大出生，鄧敏靈在西门菲沙大学主修英文文学和现代舞，期後进入卑诗大学，修畢创意写作的硕士课程。鄧敏靈於2001年正式出道出版了短篇小说集《简单食谱》，即獲得温哥华市图书奖，隨後她陸續發表了《確定性》(2006年)及《邊界的狗》(2011年)，均得到好評。2016年，她憑《不要說我們一無所有》同時入圍布克獎、吉勒獎以及總督文學獎。

## 作品列表
- 《简单食谱》 — 2001
- 《二胡》 — 2002
- 《確定性》 — 2006
- 《邊界的狗》 — 2011
- 《不要說我們一無所有》 — 2016